# Tradición Mito

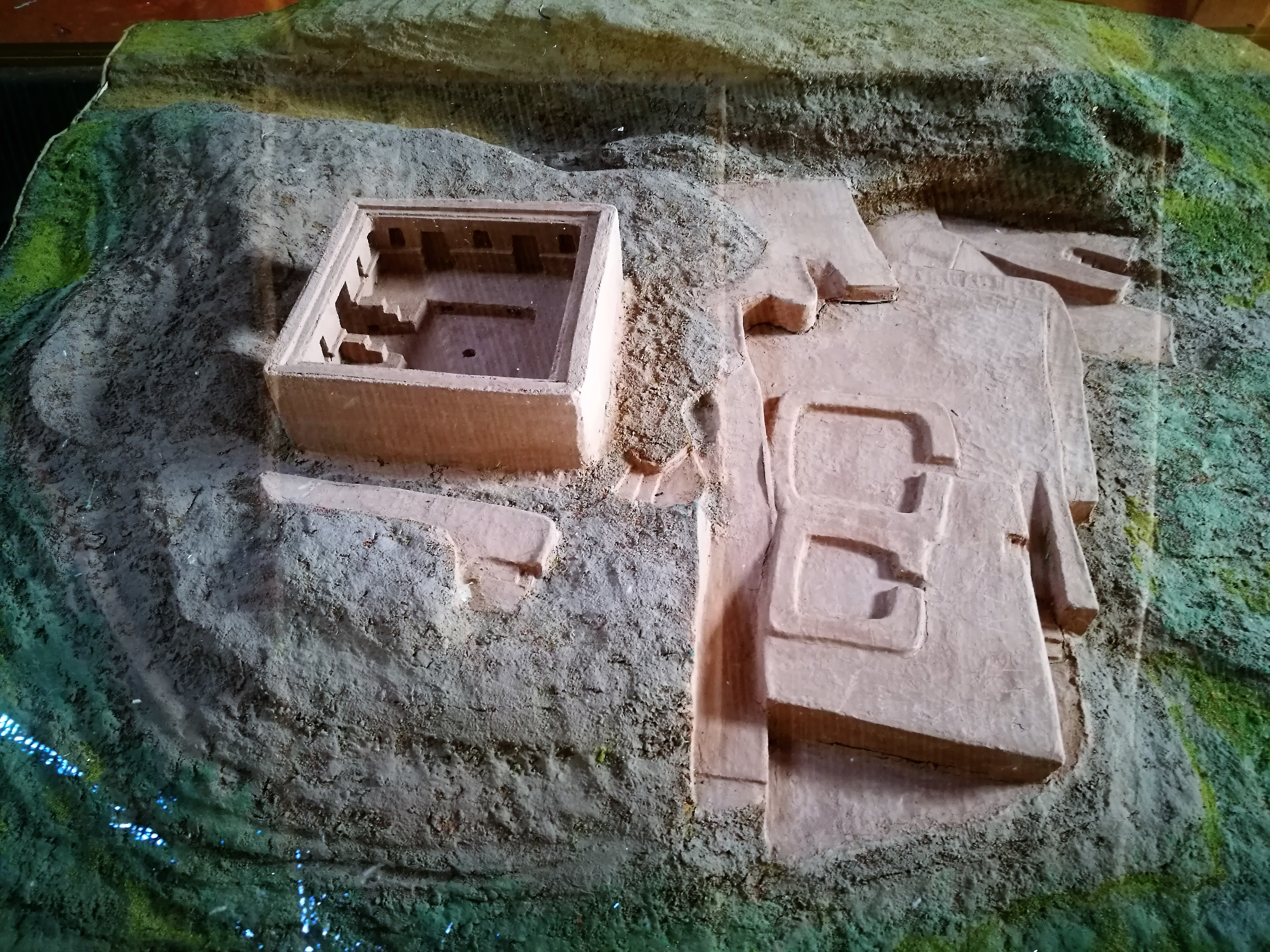
Maqueta del templo de Kotosh, la estructura más representativa de la Tradición Mito.

La Tradición Mito o de los Altares del Fuego Sagrado es una tradición arquitectónica propia del Arcaico Tardío o Precerámico del Antiguo Perú, de entre los años 3000 a 1800 a. C. La característica peculiar de estas construcciones es que cuentan con un fogón cuadrangular o rectangular, conectado al exterior mediante un ducto subterráneo. Dicha estructura sería presumiblemente el centro de un altar donde se quemaban las ofrendas. Floreció especialmente en la región de Huánuco (Kotosh, Piruro, Shillacoto) y en la de Áncash (La Galgada, Huaricoto).

## Origen de sus denominaciones
El nombre de Mito deriva de la fase más antigua del yacimiento arqueológico de Kotosh, denominada Kotosh-Mito (1950 a. C.), donde por primera vez se detectó ese tipo de construcción. Por eso se le denomina también Tradición Kotosh. Ello no implica que esa región de la sierra central peruana haya sido el centro de difusión de ese tipo de construcciones (que se extiende sobre una extensa área andina, entre Áncash y Huánuco, desde la costa hasta la selva).
Se denomina también como tradición de los Altares del Fuego Sagrado, debido a que estas construcciones tienen la peculiaridad de contar con un hoyo o fogón en el piso, conectado al exterior mediante un conducto subterráneo de ventilación. En ese fogón presumiblemente se incineraban las ofrendas.

## Descripción

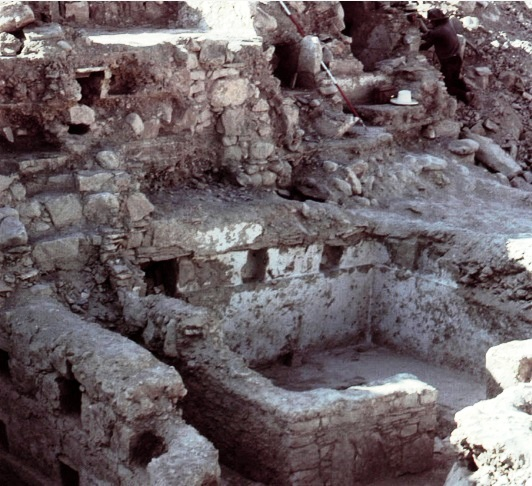
Recinto de La Galgada, importante sitio arqueológico de Áncash, de Tradición Mito.

Los recintos son de forma cuadrangular o rectangular, con un único acceso. El piso consta de dos niveles: uno más bajo, al centro, rodeado por otro nivel más alto, a modo de banqueta o poyo. El nivel bajo contiene al centro un pequeño pozo que servía de fogón, conectado a un pequeño ducto de ventilación que corre por debajo del piso hacia el exterior del cuarto. En el fogón se incineraban probablemente las ofrendas.
Si bien este tipo arquitectónico se inició en el contexto del Arcaico Tardío (hacia 3000-2000 a. C.), continuó durante el Formativo Andino, donde adquirió mayor complejidad.
La ciudad de Caral (Supe, Lima), es contemporánea con el desarrollo de esta tradición arquitectónica y cuenta también con fogones o altares de fuego, con ductos de ventilación subterráneos, aunque se diferencia de la Tradición Mito o Kotosh por ser sus recintos de forma circular, estilo característico de la costa.

## Interpretación
Durante el Arcaico Tardío o Precerámico surgieron en los Andes Centrales diversos centros administrativos-ceremoniales. Al mismo tiempo debió surgir una clase sacerdotal que controlaba los excedentes agrícolas. La similitud del estilo de las construcciones monumentales, denominado Tradición Mito o de los Altares del Fuego Sagrado, hace presumir que entre estos centros había algún vínculo, tal vez una tradición religiosa común. En dichos recintos se realizaban ritos y ceremonias, presuntamente presididas por los sacerdotes con la participación de la comunidad. En ese contexto, el fogón o altar sagrado tendría un papel importante.
No se sabe en qué consistían exactamente dichas ceremonias. Se presume que en el fogón se incineraban ofrendas, que serían alimentos, tejidos, objetos especialmente hechos o traídos de lugares lejanos, etc. En el fogón de La Galgada se detectaron restos de ají.
Desconocemos la finalidad de este tipo de rituales. Según Kauffman: «Acaso se trate de prácticas pluviomágicas, similares a las que todavía se realizan en algunas zonas apartadas andinas, encendiendo los campesinos fogatas en determinadas colinas en las noches, en la creencia de poder atraer la lluvia.» 
Lo único que podemos asegurar con certeza es que este sistema religioso prosperó por unos 2000 años, particularmente en la zona del Callejón de Huaylas y la región de Huánuco.

## Sitios arqueológicos de Tradición Mito
- La Galgada, Áncash (2400-2200 a. C.)
- Huaricoto, Áncash (2260 a. C.)
- Kotosh Mito, Huánuco (1950 a. C.)
- Shillacoto, Huánuco.
- Piruro, Huánuco (2515-1990 a. C.)
- El Silencio, La Libertad.